# Diospyros crassinervis
Diospyros crassinervis är en tvåhjärtbladig växtart som först beskrevs av Carl Karl Wilhelm Leopold Krug och Ignatz Urban, och fick sitt nu gällande namn av Paul Carpenter Standley. Diospyros crassinervis ingår i släktet Diospyros och familjen Ebenaceae.

## Underarter
Arten delas in i följande underarter:
- D. c. crassinervis
- D. c. kubal
- D. c. urbaniana